# سد گلستان
سد گلستان در ۱۲ کیلومتری شمال شرقی گنبد کاووس بر روی رودخانه گرگان رود قرار دارد. این سد که با طبیعت سرسبز اطراف در میان جاهای دیدنی گنبد کاووس است علاوه بر تأمین آب زراعی، برای پرورش ماهی نیز استفاده می‌شود.
آغازساخت این سد در پس از انقلاب اسلامی ایران در سال۱۳۷۴ و افتتاح آن درسال ۱۳۷۹  انجام شده است.
در سیل مرداد ۱۳۸۰ در استان گلستان که یکی از بزرگترین و مخرب ترین سیل های ایران بود و ۵۰۰ نفر در اثر آن فوت کردند بخش عمده مخزن سد گلستان پر شد و سد گلستان ۲ در فاصله‌ای در بالاتر از سد قبلی ساخته شد. در جریان این سیل دبی گرگان‌رود به حدود ۳۰۱۷ متر مکعب بر ثانیه و عرض رودخانه از ۱۰ متر به ۴۰۰ متر رسید و سد گلستان با وجود نجات شهرهای پایین دست، عملا با پر شدن مخزن بخش عمده کارایی‌اش را از دست داد.
بر اساس آخرین آمار از مهر ۱۴۰۴، برخی از سدهای مهم کشور - سد شمیل و نیان استان هرمزگان، رودبال داراب استان فارس، و سد وشمگیر، سد گاستان و سد بوستان استان گلستان صفر شده است.

## مشخصات سد
سد گلستان از نوع خاکی همگن است که ارتفاع تاج سد از پی آن حداکثر ۲۵ متر، طول تاج سد ۱۳۵۰ متر، ضخامت در پی ۲۰۰ متر، تراز تاج سرریز ۶۶ متر از سطح دریا، حجم مخزن در تراز آستانه سرریز ۸۶ میلیون مترمکعب، حجم مخزن در تراز نرمال ۵۶ میلیون مترمکعب و حجم آب قابل تنظیم ۱۰۱ میلیون مترمکعب می‌باشد.
آب رودخانه اوغابی که در پایین دست سد به گرگان رود می‌ریزد. با احداث سد خاکی انحرافی به طول ۱۱۳ متر و ارتفاع ۲۸ متر متوسط کانال انحراف به طول ۴۵۰ متر و عرض کف ۸۰ متر به مخزن اصلی وارد می‌گردد.

## اهداف ساخت سد
هدف از احداث سد گلستان توسعه اراضی ساحل راست گرگان رود با استفاده از سیستم آبیاری تحت‌فشار تا ۱۰۰۰۰ هکتار (هم‌اکنون ۵۶۰۰ محقق شده)، کمک به بهبود اراضی فعلی شبکه آبیاری سد وشمگیر معادل ۹۲۰۰ هکتار و کنترل و مهار سیل‌های مخرب سالانه می‌باشد. آب مورد مصرف شبکه توسط دو خط انتقال اصلی از محل ایستگاه پمپاژ با دبی ۹/۶ مترمکعب بر ثانیه تأمین می‌گردد.
عملیات اجرایی این سد با اعتباری معادل ۹۳ میلیارد و ۵۵۴ میلیون ریال از محل اعتبارات ملی در سال ۱۳۷۴ آغاز شده بود.

## نگارخانه
.